# Banksia sect. Banksia
Section
Classification phylogénétique
Banksia section Banksia est  l'une des quatre sections du sous-genre Banksia subg. Banksia.
Elle regroupe les espèces de ce sous-genre ayant un style droit ou parfois incurvé mais jamais en crochet. Ces espèces ont toutes des inflorescences cylindriques et montrent habituellement une séquence ascendante lors de l'anthèse des fleurs. C'est une section à distribution étendue en Australie, dont les taxons se rencontrent dans les aires de diffusion du genre aussi bien sur les côtes sud-ouest que sur les côtes est.
La section Banksia sect. Banksia est subdivisée en neuf séries :
- Salicinae est l'une des séries parmi les plus primitives de  Banksia ; elle contient onze espèces, toutes hautement variables ;
- Grandes contient deux espèces dont les feuilles ont de grands lobes triangulaires proéminents ;
- Banksia contient huit espèces aux feuilles lisses ou dentées ;
- Crocinae contient quatre espèces aux fleurs laineuses orange ;
- Prostratae contient six espèces qui ont un port d'arbustes prostrés ;
- Cyrtostylis contient treize espèces aux fleurs inhabituellement élancées ;
- Tetragonae contient trois espèces dont les épis floraux sont pendants ;
- Bauerinae contient une seule espèce, Banksia baueri ;
- Quercinae contient deux espèces qui diffèrent des autres espèces de la section par quelques caractères inhabituels dans la morphologie des fleurs et par leur anthèse en séquence descendante.